# روبرت كينر
روبرت كينر (بالإنجليزية: Robert Kenner)‏ هو منتج أفلام وكاتب سيناريو ومخرج أمريكي، ولد في 24 يناير 1950 في نيو روتشيل في الولايات المتحدة.

## وصلات خارجية
- روبرت كينر على موقع IMDb (الإنجليزية)
- روبرت كينر على موقع ألو سيني (الفرنسية)
- روبرت كينر على موقع تيرنر كلاسيك موفيز (الإنجليزية)
- روبرت كينر على موقع أول موفي (الإنجليزية)
- روبرت كينر على موقع قاعدة بيانات الأفلام السويدية (السويدية)
- روبرت كينر على موقع قاعدة بيانات الفيلم (الإنجليزية)
- روبرت كينر على موقع كينوبويسك (الروسية)